# Руслан-93
«Руслан-93» (азерб. Ruslan-93)  — азербайджанський жіночий футбольний клуб з Баку, який виступав у чемпіонаті Азербайджану.

## Історія
У 2006 та 2007 роках «Руслан-93» вигравав чемпіонат Азербайджану. У сезоні 2007/08 років бакинський клуб стартував у Кубку УЄФА, де не зміг подолати кваліфікаційний раунд.

## Досягненн
- Чемпіонат Азербайджану
  -  Чемпіон (2): 2006, 2007